# Костистые рыбы
Кости́стые ры́бы, или костистые (лат. Teleostei), — клада лучепёрых рыб, которой присваивают ранг от инфракласса до подтипа.
Костистые рыбы впервые появляются в среднем триасе, в мелу становятся уже многочисленными, а с кайнозойской эры распространяются повсеместно, образуя необычайное многообразие форм (больше 90 % ныне живущих видов рыб).

## Анатомия и морфология
Общими признаками костистых рыб служат костные чешуи (ганоидные были у некоторых вымерших), большая степень окостенения мозгового черепа (обычно есть верхняя затылочная кость), меньшее число костей в нижней челюсти (обычно 3), развиты костные лучи, поддерживающие кожистый край жаберной крышки. Хвостовой плавник гомоцеркальный.
Артериальный конус редуцирован и функционально заменён луковицей аорты.
В кишечнике отсутствует спиральный клапан. Плавательный пузырь лишен ячеистости на внутренних стенках; он связан каналом со спинной поверхностью начальной части пищевода; в онтогенезе эта связь может исчезать; у части видов плавательный пузырь вторично редуцируется.
Многочисленные железы кожи вырабатывают слизь, которая уменьшает трение тела рыбы о воду, а также выполняет защитную функцию.
У костистых рыб отмечается прогрессивное развитие центральной нервной системы и органов чувств. Во внутреннем ухе рыб имеются три полукружных канала.
Костистые рыбы обладают мезонефрическими почками с мочеточниками, соответствующими вольфовым каналам. Имеется мочевой пузырь.
Типичным для рыб является пелагическая окраска — плавный переход от тёмных оттенков спинной стороны к светлым брюшной.

## Развитие
У преобладающего большинства видов оплодотворение внешнее. Они откладывают покрытые студенистой оболочкой икринки (не имеющие роговых покровов) в толщу воды или на подводные предметы, а самцы поливают их семенной жидкостью. Для развития зародыша в икринке имеется запас питательных веществ (желток). Развитие у большинства костистых рыб непрямое (с превращением). Из икринки через некоторое время после оплодотворения выходит личинка. В отличие от взрослой рыбы, у личинки отсутствуют парные плавники, кишечник не функционирует, а питается она за счёт запасов питательных веществ из желточного мешка, расположенного на брюшной стороне. Со временем запас желтка исчерпывается и личинка приобретает способность питаться самостоятельно различными мелкими организмами. У неё появляются парные плавники, и она превращается в молодую рыбку — малька.

## Среда обитания
Костистые рыбы обитают практически во всех слоях гидросферы, заселяя благодаря широкому диапазону осморегуляционных процессов как пресные, так и солёные водоёмы, в том числе и большие глубины, обитатели которых хорошо приспособились к высокому давлению и отсутствию освещения. Некоторые виды, как например лососёвые, способны в течение жизни переходить из морей в пресные водоёмы и наоборот. Ряд физиологических адаптаций позволяет костистым рыбам жить в водоёмах по всей планете.

## Питание
Многообразны адаптации костистых рыб к различным типам и способам питания. Эти рыбы включают и плотоядные, и растительноядные формы, встречаются даже виды, паразитирующие на других рыбах; многие виды характеризуются смешанным питанием.

## Классификация
В кладу включают следующие современные отряды:
- Когорта Элопоморфы (Elopomorpha)
  - Отряд Тарпонообразные (Elopiformes)
  - Отряд Альбулообразные (Albuliformes)
  - Отряд Спиношипообразные (Notacanthiformes)
  - Отряд Угреобразные (Anguilliformes)
- Когорта Остеоглоссоморфы (Osteoglossomorpha)
  - Отряд Гиодонтообразные  (Hiodontiformes)
  - Отряд Араванообразные (Osteoglossiformes)
- Когорта Otocephala
  - Надотряд Клюпеоморфы (Clupeomorpha)
    - Отряд Сельдеобразные (Clupeiformes)

  - Надотряд Alepocephali
    - Отряд Гладкоголовообразные (Alepocephaliformes)

  - Надотряд Костнопузырные (Ostariophysi)
    - Отряд Гоноринхообразные (Gonorynchiformes)
    - Отряд Карпообразные (Cypriniformes)
    - Отряд Харацинообразные (Characiformes)
    - Отряд Сомообразные (Siluriformes)
    - Отряд Гимнотообразные (Gymnotiformes)
- Когорта Настоящие костистые рыбы (Euteleostei)
  - Отряд Лепидогалаксиеобразные (Lepidogalaxiiformes)
  - Надотряд Протакантоптеригии (Protacanthopterygii)
    - Отряд Лососеобразные (Salmoniformes)
    - Отряд Щукообразные (Esociformes)

  - Надотряд Osmeromorpha
    - Отряд Аргентинообразные (Argentiniformes)
    - Отряд Галаксиеобразные (Galaxiiformes)
    - Отряд Корюшкообразные (Osmeriformes)
    - Отряд Стомиеобразные (Stomiiformes)

  - Надотряд Ателеопоморфы (Ateleopodomorpha)
    - Отряд Ложнодолгохвостообразные (Ateleopodiformes)

  - Надотряд Циклоскваматы (Cyclosquamata)
    - Отряд Аулопообразные (Aulopiformes)

  - Надотряд Скопеломорфы (Scopelomorpha)
    - Отряд Миктофообразные (Myctophiformes)

  - Надотряд Ламприморфы (Lamprimorpha)
    - Отряд Опахообразные (Lampriformes)

  - Надотряд Паракантоптеригии (Paracanthopterygii)
    - Отряд Барбудообразные (Polymixiiformes)
    - Отряд Перкопсообразные (Percopsiformes)
    - Отряд Солнечникообразные (Zeiformes)
    - Отряд Палочкохвостообразные (Stylephoriformes)
    - Отряд Трескообразные (Gadiformes)

  - Надотряд Колючепёрые (Acanthopterygii)
    - Отряд Голоцентрообразные (Holocentriformes)
    - Отряд Тратихтиобразные (Trachichthyiformes)
    - Отряд Бериксообразные (Beryciformes)
    - Отряд Ошибнеобразные (Ophidiiformes)
    - Отряд Батрахообразные (Batrachoidiformes)
    - Отряд Куртообразные[6] (Kurtiformes)
    - Отряд Бычкообразные[7] (Gobiiformes)
    - Отряд Кефалеобразные (Mugiliformes)
    - Отряд Цихлообразные[8] (Cichliformes)
    - Отряд Собачкообразные (Blenniiformes)
    - Отряд Присоскообразные (Gobiesociformes)
    - Отряд Атеринообразные (Atheriniformes)
    - Отряд Сарганообразные (Beloniformes)
    - Отряд Карпозубообразные (Cyprinodontiformes)
    - Отряд Слитножаберникообразные (Synbranchiformes)
    - Отряд Ставридообразные[9] (Carangiformes)
    - Отряд Марлинообразные[9] (Istiophoriformes)
    - Отряд Анабасообразные (Anabantiformes)
    - Отряд Камбалообразные (Pleuronectiformes)
    - Отряд Иглообразные (Syngnathiformes)
    - Отряд Икостеобразные (Icosteiformes)
    - Отряд Лирообразные[10] (Callionymiformes)
    - Отряд Скомбролабраксообразные[11] (Scombrolabraciformes)
    - Отряд Скумбриеобразные[11] (Scombriformes)
    - Отряд Драконообразные (Trachiniformes)
    - Отряд Губанообразные (Labriformes)
    - Отряд Окунеобразные (Perciformes)
    - Отряд Скорпенообразные (Scorpaeniformes)
    - Отряд Моронообразные[12] (Moroniformes)
    - Отряд Хирургообразные[12] (Acanthuriformes)
    - Отряд Спарообразные[13] (Spariformes)
    - Отряд Капрообразные[14] (Caproiformes)
    - Отряд Удильщикообразные (Lophiiformes)
    - Отряд Иглобрюхообразные (Tetraodontiformes)

Ископаемые отряды костистых рыб:
- † Araripichthyidae
- † Ichthyodectiformes — мезозойская эра
- † Leptolepidiformes — мезозойская эра
- † Pholidophoriformes — мезозойская эра
- † Tselfatiiformes[4] — меловой период